# 凌霜会
一般社団法人 凌霜会（りょうそうかい）は、官立神戸高等商業学校の卒業生・旧制神戸商業大学および旧制神戸経済大学の卒業生・神戸大学経済学部・神戸大学経営学部・神戸大学法学部・神戸大学大学院経済学研究科・神戸大学大学院経営学研究科・神戸大学大学院法学研究科・神戸大学大学院国際協力研究科の在学生と卒業生を対象とした同窓組織で、一般社団法人。
経済学部・経営学部・法学部・大学院経済学研究科・大学院経営学研究科・大学院法学研究科・大学院国際協力研究科・経済経営研究所の後援等を目的とし、具体的には経済・経営・法律に関する調査研究及び奨励助成・知識の普及・向上を第一の目的とした活動を行っている。
兵庫県神戸市灘区に所在する。このほか、東京都には凌霜会東京支部を前身とする「東京六甲クラブ」がある。

## 概要
神戸市灘区六甲台町の神戸大学六甲台キャンパスにある三木記念館に本部を置く。
官立神戸高等商業学校の同窓会として、1924年（大正13年）9月20日設立・発足。
「凌霜」とは、神戸高商初代校長水島銕也の残した「凌霜雪而香」（霜雪を凌いで香ばし）という揮毫に由来している。また、“菊”の別名でもあり、“菊水”といえば楠木正成に縁のあった神戸の美称でもある。神戸高商の校歌であり、現在の神戸大学に引き継がれている「商神」にも「所はここぞ菊水かをる湊河原の近きほとりに」と歌われている。また「商神」とは、古代ギリシア神話に出てくる商業の神ヘルメス（ローマ神話ではメルクリウス（マーキュリー））のことを指している。「凌霜雪而香」（霜雪を凌いで香ばし）の書は、現在も神戸大学六甲台本館の大学院経済学研究科長室（旧神戸商業大学学長室）に掲げられている。
凌霜会は神戸大学全体の同窓組織ではなく、神戸大学には2024年時点で凌霜会を含めて学部・系統別に9つの同窓会がある。これらの同窓会の連合体として1979年に「神戸大学学友会」が組織された。その後、創立120周を契機として2022年に卒業生以外の大学関係者も加えた「神戸大学校友会」に発展的に改組されている。

## 歴代理事長
| 代   | 氏名       | 備考                                                                       |
| ---- | ---------- | -------------------------------------------------------------------------- |
| 初代 | 竹田龍太郎 |                                                                            |
| 2代  | 永井幸太郎 | 日商（現双日）第2代社長、旧貿易庁元長官、1909年（明治42年）神戸高商卒      |
| 3代  | 室賀国威   | 敷島紡績（現シキボウ）元社長・元会長、1919年（大正8年）神戸高商卒          |
| 4代  | 沖豊治     | 兼松元社長・元会長、1921年（大正10年）神戸高商卒                           |
| 5代  | 沢村正鹿   | 大阪証券取引所元理事長、1935年（昭和10年）神戸商大卒                       |
| 6代  | 辻良雄     | 日商岩井（現双日）元社長、1934年（昭和9年）神戸商大卒                      |
| 7代  | 大谷一二   | 東洋紡績元社長・元会長、元サッカー日本代表FW、1937年（昭和12年）神戸商大卒 |
| 8代  | 山崎勲     | 関西銀行社長                                                               |
| 9代  | 新野幸次郎 | 神戸大学元学長・名誉教授、1949年（昭和24年）神戸経済大学卒                 |
| 10代 | 高崎正弘   | 旧さくら銀行元会長、三井住友銀行名誉顧問                                   |
| 11代 | 大坪清     | レンゴー会長兼CEO                                                          |

## 東京六甲クラブ
- 前史
  - 1920年（大正9年）、東京における神戸高等商業学校の定例同窓会組織として「火曜会」がスタート。
  - 中心人物は第一期生（1897年（明治40年）卒）の鈴木祥枝（東京海上社長）と堀内泰吉（東京海上火災保険常務）であり、場所も丸の内の東京海上ビル内にて毎週火曜日に開催。
- 凌霜会東京支部
  - 1950年（昭和25年）凌霜会東京支部として組織化。初代支部長は出光佐三（出光興産創業者、神戸高商第三期生。1897年（明治42年）卒。
  - 戦後、東京海上ビルが接収された関係で京橋の明治製菓ビルに移り、その後、東京駅の東京ステーションホテルを経て、日本工業倶楽部へと変遷。
  - 1966年（昭和41年）、出光佐三の支援を受け、丸の内帝劇ビルの5階の出光興産内事務所に「東京凌霜倶楽部」を設置。1968年（昭和43年）に独立し、帝劇ビル地下2階に開設された。
- 東京六甲クラブ
  - 2011年4月、一般社団法人東京六甲クラブとして設立登記される[3]。
  - 帝劇ビルの建て替えに伴い、2025年3月までに有楽町電気ビルヂングに移転予定である[3]。
- 歴代支部長

| 代   | 氏名     | 備考                                                                         |
| ---- | -------- | ---------------------------------------------------------------------------- |
| 初代 | 出光佐三 | 出光興産創業者、1897年（明治42年）神戸高商卒                                 |
| 2代  | 佐渡卓   | 日本国土開発社長、1919年（大正8年）神戸高商卒                                |
| 3代  | 村瀬逸三 | 大正海上火災（現三井住友海上火災）社長、1926年（大正15年）神戸高商卒         |
| 4代  | 澤村貴義 | 日本通運社長、1937年（昭和12年）神戸商大卒                                   |
| 5代  | 加藤正   | 出光石油化学社長、1936年（昭和11年）神戸商大卒                               |
| 6代  | 水上芳美 | 長谷川工務店（現・長谷工コーポレーション）社長、1944年（昭和19年）神戸商大卒 |
| 7代  | 直野徳   | 住友商事副社長、1953年（昭和28年）神戸経済大学卒                             |
| 8代  | 芳村昌一 | イトマン社長、住金物産取締役相談役、1955年（昭和30年）神戸大学法学部卒       |
| 9代  | 團野廣一 | 三菱総研副社長、1956年（昭和31年）神戸大学経営学部卒                         |
| 10代 | 茂木孟   | トスコ社長、1959年（昭和34年）神戸大学経営学部卒                             |

## 所在
- 凌霜会
  - 神戸市灘区六甲台町2-1 神戸大学三木記念館内
- 東京六甲クラブ
  - 東京都千代田区丸の内3-1-1 帝劇ビルB2
- 大阪凌霜クラブ
  - 大阪市北区梅田1-3-1 大阪駅前第1ビル11F

## 共催
- 如水会 - 水霜談話会を共催[4]
- 有恒会 - 旧三商大合同懇親会を共催[5]